# Édouard Dermit
 (mai 2013).
Si vous disposez d'ouvrages ou d'articles de référence ou si vous connaissez des sites web de qualité traitant du thème abordé ici, merci de compléter l'article en donnant les références utiles à sa vérifiabilité et en les liant à la section « Notes et références ».
Antoine Dermit dit Édouard Dermit est un acteur et peintre français né le 18 janvier 1925 à Pisino (Royaume d'Italie) et mort le 15 mai 1995 à Paris.

## Biographie

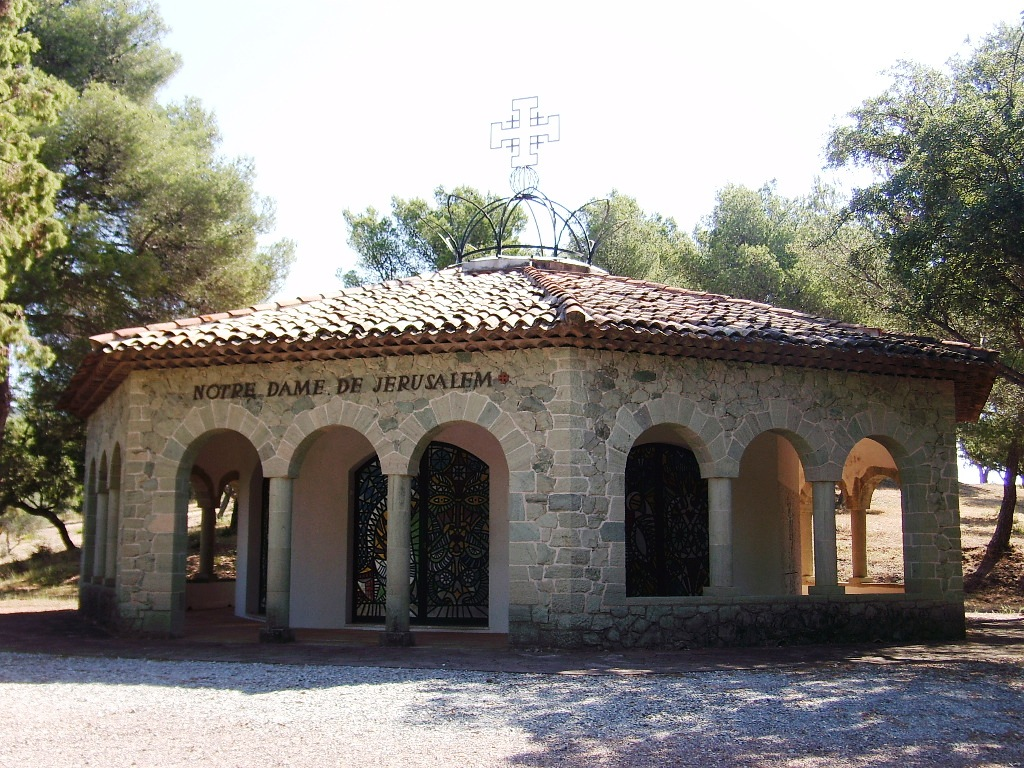
La chapelle Notre-Dame-de-Jérusalem à Fréjus, où Édouard Dermit a achevé les fresques de Jean Cocteau.

Il est l'aîné d'une fratrie de cinq enfants dont les parents ont émigré de Slovénie pour travailler dans les mines de fer de Lorraine. Bien qu'il soit baptisé sous le prénom d'Antoine, sa mère l'appellera Edouard. Comme son père, Édouard Dermit est tout d'abord mineur en Lorraine, comme chargeur au fond aux mines d'Amermont-Dommary, à Bouligny (Meuse).
Passionné de peinture, il se rend à Paris en 1947. Il y rencontre par hasard, à la librairie de Paul Morihien, Jean Cocteau qui en fit d'abord son jardinier puis son chauffeur. Son aspect physique correspond à l'idéal de beauté de Cocteau, qui lui donne le surnom de « Doudou » en raison de la douceur de son caractère et le fait jouer dans tous ses films à compter de L'Aigle à deux têtes (1948). Son rôle le plus marquant est celui de Paul dans Les Enfants terribles (1950), réalisé par Jean-Pierre Melville d'après le roman homonyme de Cocteau.
Peintre autodidacte — il expose plusieurs fois à la galerie Lucie-Weill à Paris — Édouard Dermit achève, en 1965, la chapelle Notre-Dame-de-Jérusalem de Fréjus, d'après les croquis que Jean Cocteau avait laissés à sa mort, le 11 octobre 1963. De même, il veille à la pleine exécution du projet des vitraux de l'église Saint-Maximin de Metz dessinés également par Jean Cocteau.
En février 1966, il réalise les décors du ballet L'Échange d'un regard sur un livret de Françoise Sagan et une chorégraphie de Jacques Chazot et Tessa Beaumont à l'opéra municipal de Marseille[réf. nécessaire].
En 1979, Édouard Dermit publie avec Bertrand Meyer-Stabley l'ouvrage Mes monstres sacrés qui regroupe une sélection de textes de Cocteau sur ses contemporains.
Gérant avec un soin tout particulier l'œuvre de Cocteau, il contribue à l’ouverture du fonds Cocteau à l’université Paul-Valéry de Montpellier en mai 1989.
Il meurt le 15 mai 1995 dans le 7e arrondissement de Paris, et est inhumé dans la chapelle Saint-Blaise-des-Simples à Milly-la-Forêt, aux côtés de Cocteau.

### Vie privée
En 1966, il épouse Éliane Dubroca (1942-1997), une jeune mannequin chez Dior, avec laquelle il a deux fils : Jean Cégeste Edouard Dermit (1966-2001), décédé à trente-cinq ans, (dont les parrain et marraine sont Jean Marais et Jacqueline Picasso) et Stéphane Orphée David Dermit (1968-2015) (dont les parrain et marraine sont Pierre Bergé et Francine Weisweiller)
Adopté par Cocteau dans les dernières années de sa vie et devenu son légataire universel, il partage son existence entre les résidences de l'écrivain situées à Paris dans le quartier du Palais-Royal puis à Milly-la-Forêt, dernière demeure de Cocteau que Stéphane Dermit cédera en 2010 à Pierre Bergé pour en faire la Maison Jean-Cocteau.
En 1983, il reconnaît publiquement avoir été bisexuel et avoir été l'amant de Cocteau. Le documentaire Cocteau-Marais, un couple mythique, diffusé sur France 5 en octobre 2013, consacré principalement à la liaison entre Jean Marais et Jean Cocteau, a également abordé la relation entre Édouard Dermit et Jean Cocteau.

## Filmographie
- 1948 : L'Aigle à deux têtes, de Jean Cocteau : un jeune chevau-léger qui joue aux cartes (non crédité).
- 1948 : Les Parents terribles, de Jean Cocteau : assistanat technique[7].
- 1950 : Les Enfants terribles de Jean-Pierre Melville : Paul.
- 1950 : Orphée, de Jean Cocteau : Cégeste.
- 1952 : La Villa Santo Sospir, court métrage de Jean Cocteau : lui-même.
- 1960 : Le Testament d'Orphée, de Jean Cocteau : Cégeste.
- 1965 : Thomas l'imposteur, de Georges Franju : le capitaine Roy.